# Peter Mullins
Peter Morgan Mullins (Sydney, 9 luglio 1926 – Sydney, 14 aprile 2012) è stato un multiplista, cestista e allenatore di pallacanestro australiano naturalizzato canadese.

## Carriera

### Atletica leggera
Con l'Australia ha disputato il decathlon ai Giochi olimpici di Londra 1948, terminando al sesto posto.

### Pallacanestro
Con il Canada ha disputato i Campionati del mondo del 1959, segnando 46 punti in 6 partite.